# Matteo 26

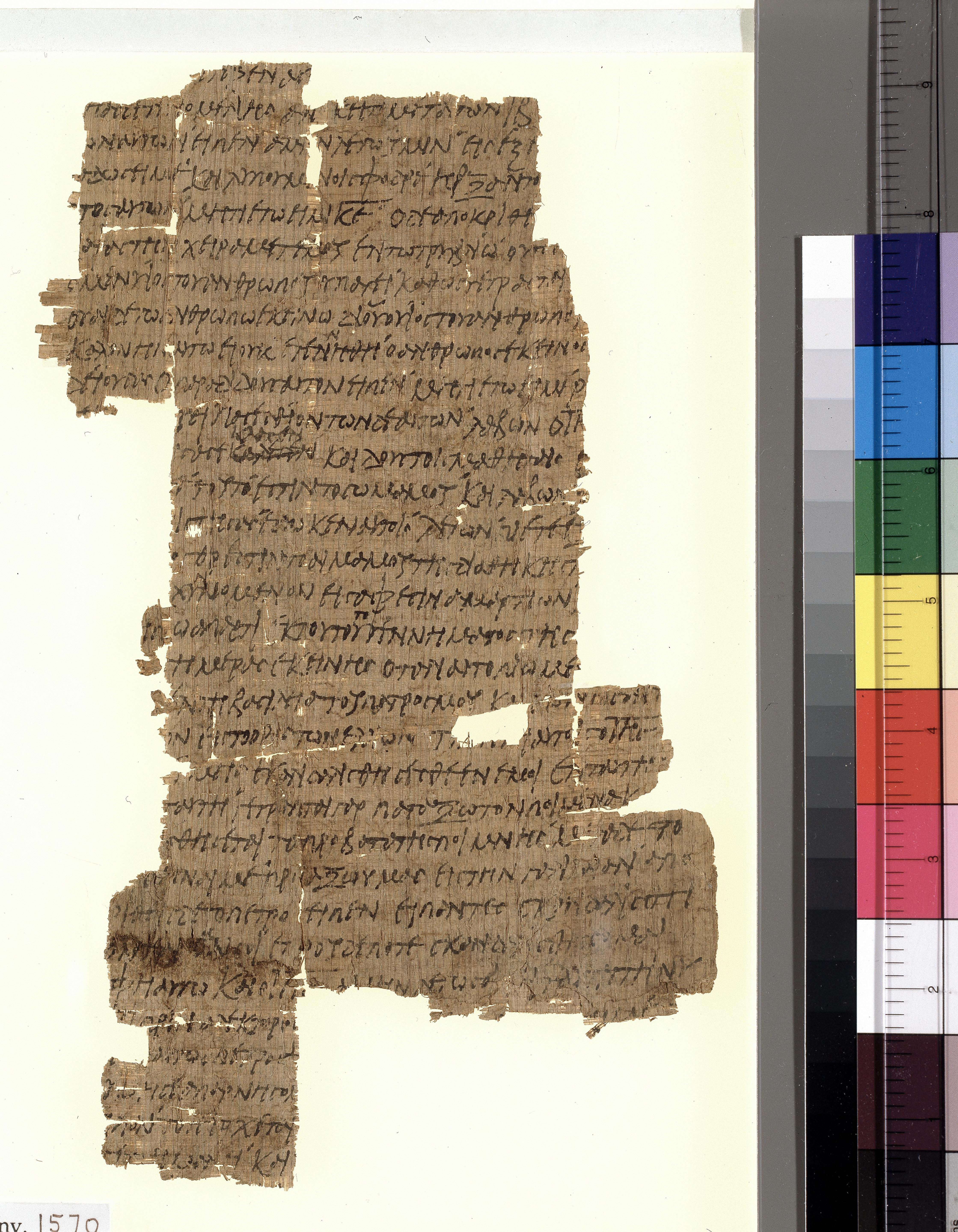
Matteo 26,19-37 sul recto del Papiro 37, c. 260.

Matteo 26 è il ventiseiesimo capitolo del vangelo secondo Matteo nel Nuovo Testamento. Il capitolo è composto dall'inizio della narrazione della Passione di Cristo, che continua poi nel capitolo 28, contenendo il piano dei capi degli ebrei per uccidere Gesù, l'accordo di Giuda con Caifa per tradire Gesù, l'Ultima Cena coi dodici apostoli e l'istituzione dell'eucaristia, l'agonia nell'orto del Getsemani ed il successivo avverarsi della predizione di Gesù sul tradimento di uno dei dodici, oltre al rinnegamento di san Pietro.

## Testo
Il testo originale era scritto in greco antico. Il capitolo è diviso in 75 versetti.

### Testimonianze scritte

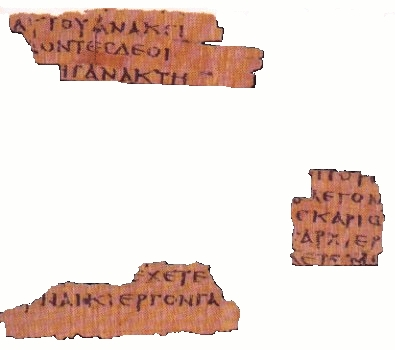
Matteo 26,7-8, 10, 14-15 sul Papiro 64, noto anche come papiro Magdalen, c. 50-70.

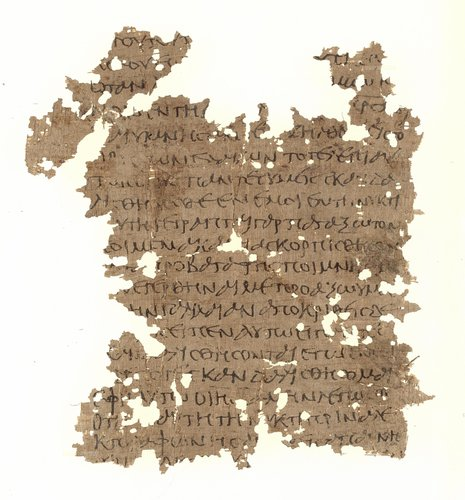
Matteo 26,29-35 sul Papiro 53, III secolo.

Tra le principali testimonianze documentali di questo capitolo vi sono:
- Papiro 64 (papiro Magdalen) (~50-70; versetti 7-8, 10, 14-15)
- Papiro 37 (~260; versetti 19-37)
- Papiro 53 (III secolo; versetti 29-35)
- Codex Vaticanus (325-350)
- Codex Sinaiticus (330-360)
- Codex Bezae (c. 400)
- Codex Washingtonianus (c. 400)
- Codex Ephraemi Rescriptus (c. 450)
- Codex Purpureus Rossanensis (VI secolo)
- Codex Petropolitanus Purpureus (VI secolo; versetti 58-64)

## Struttura
- Complotto per uccidere Gesù (Matteo 26,1-5)
- L'unzione di Betania (Matteo 26,6–13)
- Tradimento di Giuda (Matteo 26,14–16)
- Gesù celebra la pasqua coi discepoli (Matteo 26,17–25)
- Gesù istituisce l'eucaristia (Matteo 26,26–30)
- Gesù predice il rinnegamento di Pietro (Matteo 26,31–35)
- Preghiera nel giardino del Getsemani (Matteo 26,36–46)
- Tradimento e arresto nel Getsemani (Matteo 26,47–56)
- Gesù davanti al Sinedrio (Matteo 26,57–68)
- Pietro rinnega Gesù (Matteo 26,69–75)

## Prologo della narrazione della Passione (26,1–5)
I versetti 1-5 raccontano la cospirazione ai danni di Gesù. Meyer, riportando l'opinione del teologo Johannes Wichelhaus, nota come "la funzione d'insegnamento di nostro Signore sia qui terminata".

### Versetto 2
«Voi sapete che fra due giorni è Pasqua e che il Figlio dell'uomo sarà consegnato per essere crocifisso»
- "Fra due giorni": la festa ebraica del Pesach iniziava il 15º giorno del mese di Nisan. Matteo inizia la sua narrazione del tradimento e della morte di Gesù due giorni prima del Pesach, ovvero il 13º giorno di Nisan. Questo potrebbe alludere alla tradizione collegata al sacrificio di Isacco che viene per l'appunto narrato in Genesi 22,4 e che riporta come il sacrificio doveva essere compiuto il terzo giorno, durante il Pesach.[1] Un ulteriore parallelo tra Gesù e Isacco è indicato in Romani 8,32, dove Matteo 26,36 potrebbe alludere a Genesi 22,2-5.[1]

## L'unzione di Betania
Nella casa di Simone il Lebbroso, una donna compie un 'atto stravagante' che evidenzia chiaramente lo status messianico di Gesù come quello dell' 'unto'. Al versetto 8, i discepoli, insieme, sollevano obiezioni alla donna, mentre in Giovanni 12,4 è solo Giuda Iscariota ad esprimersi contrariamente a tale atto. Meyer ha notato che il resoconto di Matteo "non è certamente in contraddizione con quello di Giovanni, ma solo meno preciso".

## Giuda si accorda per tradire Gesù (26,14–16)

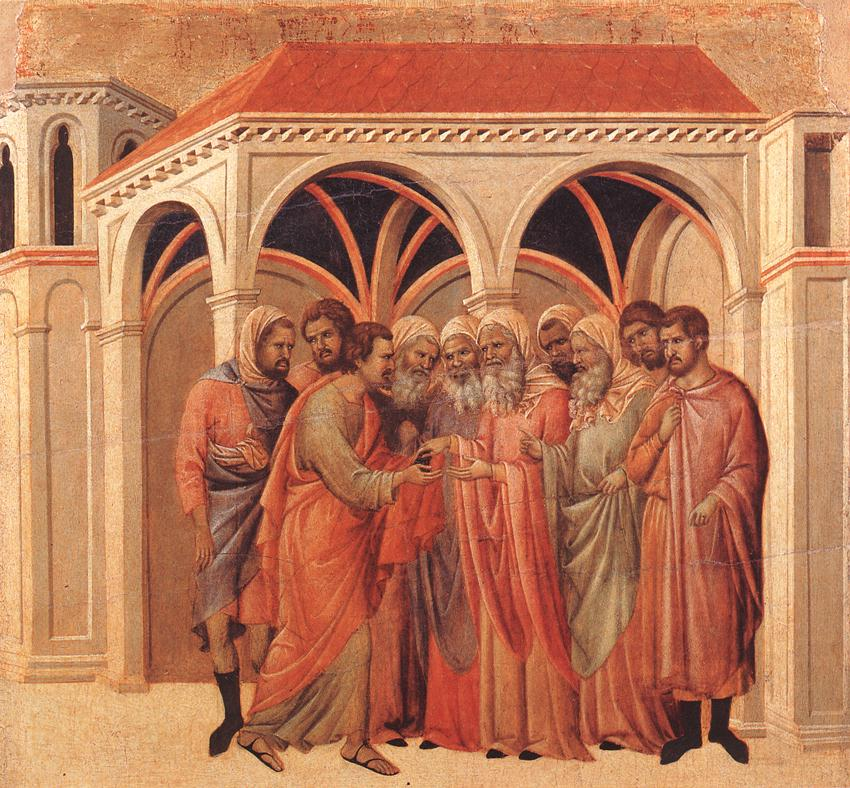
Giuda si accorda coi sacerdoti, dipinto di Duccio di Buoninsegna, inizio del XIV secolo.

In contrasto con l'atto stravagante della donna che unse Gesù, Giuda Iscariota (cfr. Matteo 10,4) da una prima avvisaglia del suo tradimento quando si scaglia contro la donna per aver "sprecato" a sua detta il contenuto prezioso del vaso, un unguento che sarebbe valso una somma consistente di denaro da dare ai poveri. Qui, Giuda diviene l'esempio tipico di chi, pur seguendo Gesù, pensa di poter fare a meno di lui e non lo riconosce come il vero figlio di Dio, da servire e onorare.

## Gesù celebra il Pesach coi suoi discepoli (26,17–35)
Da ebreo osservante della legge di Mosè, Gesù celebra il suo ultimo Pesach a Gerusalemme, istituendo in quell'occasione l'eucaristia, connettendo così il suo sacrificio di redenzione con il 'sangue dell'alleanza' in Esodo 24,8 e Geremia 31,31.

## Agonia nel Getsemani (26,36-46)

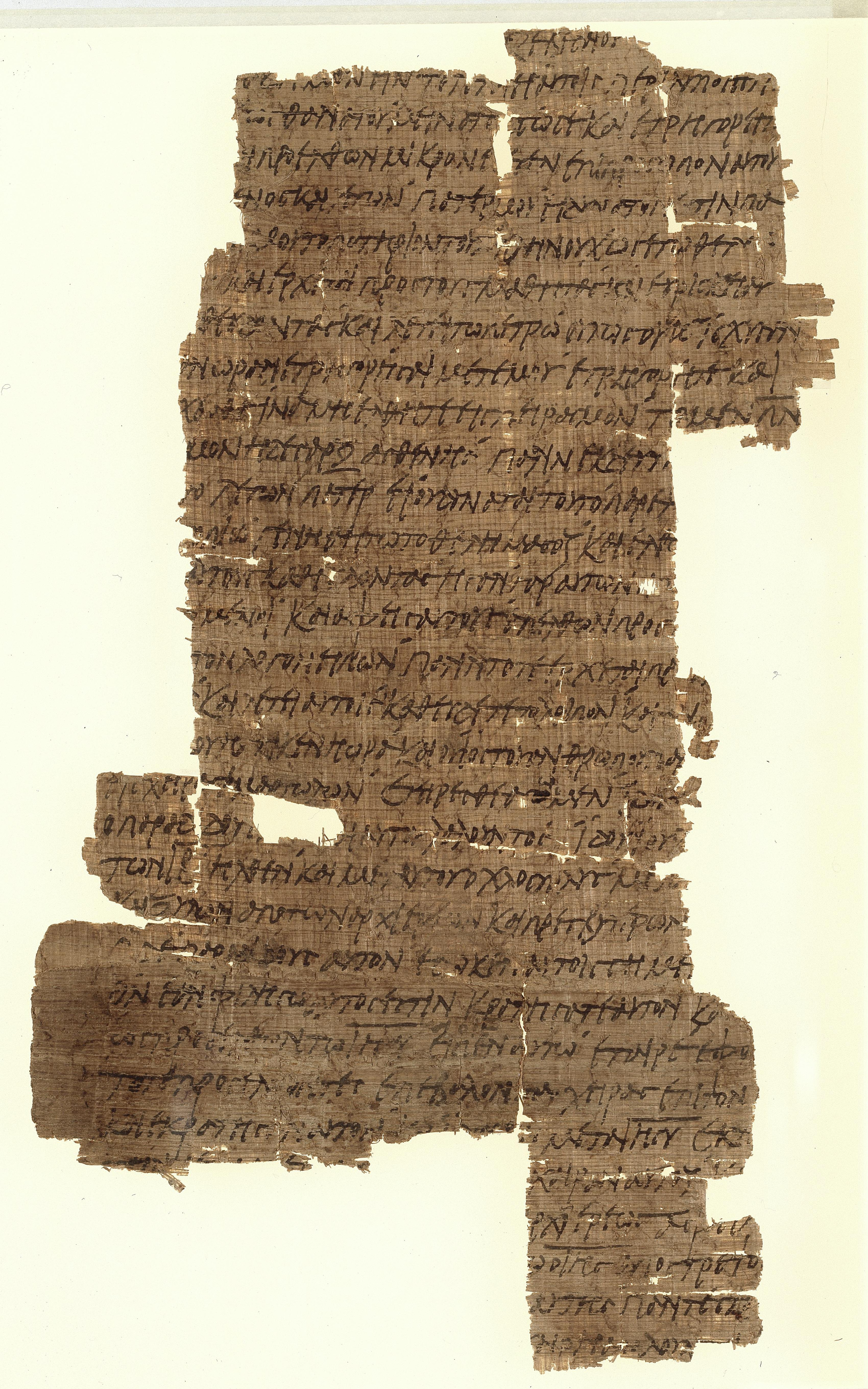
Matteo 26,38-52 sul verso del Papiro 37, c. 260

Gesù sembra ad un certo punto del racconto vacillare di fronte alla crocifissione ormai imminente, ma egli fissa il percorso della sua vita sulla volontà di Dio, diradando così i dubbi circa la sua morte. La sottomissione al volere divino: "Sia fatta la tua volontà" (versetti 39 e 42), allude alla preghiera del Padre Nostro, come la parola "Padre mio" (versetto 39). Il giardino del Getsemani è collocato sul Monte degli Ulivi, dove re Davide un trempo pregò per un traditore (2 Samuele 15,30-31), e luogo ideale quindi per il suo discendente, Gesù, per invocare una preghiera analoga.

## Tradimento e arresto al Getsemani (26,47–56)

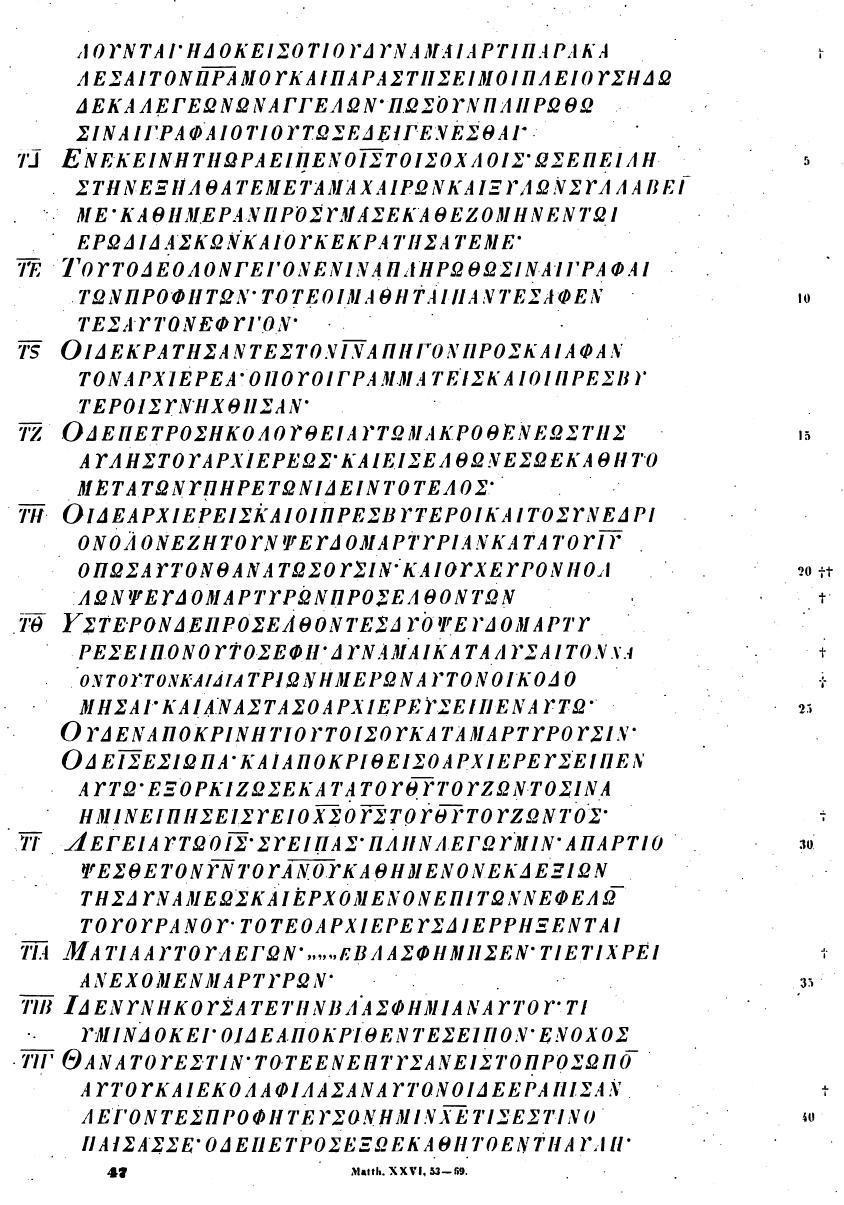
Matteo 26,52-69 sul Codex Ephraemi (c. 450).

La storia dell'arresto di Gesù coinvolge diverse persone, riprese anche da scene precedenti, con i capi del sinedrio che complottano per catturare Gesù per "evitare una rivolta" (versetto 4 e versetto 16), il tradimento di Giuda come Gesù aveva predetto (vv. 21, 25, 45), la folla di "capi dei sacerdoti ed anziani del popolo" (versetti 3-5, 14-16) e la predizione delle sofferenze di Gesù.

## Gesù davanti al Sinedrio (26,57–68)
Il processo mostra Gesù non come una "vittima di tragiche circostanze" né come una "vittima della macchina della giustizia ordinaria", ma piuttosto come l'obbiettivo preciso di un attacco da parte di persone che lo odiano. I suoi nemici "dicono falsità sul suo conto (vv. 59–60), lo accusano di blasfemia (v. 65), lo condannano a morte (v. 66), lo colpiscono e lo insultano (vv. 67–68)". Per contro, l'identità di Gesù diviene sempre più chiara come Messia e Figlio di Dio, che costruisce il tempio (cfr. 2 Samuele 7,14), siede alla destra del Padre (Salmi 110,1) e soffre come uno schiavo (Isaia 50,6).

## Pietro rinnega Gesù (26,69–75)
Nella prima parte di questo capitolo, Giuda abbandona il gruppo e quindi i discepoli si disperdono quando Gesù viene arrestato; Pietro, malgrado la sua promessa (v. 35), nega di conoscere Gesù, dando forma ad un "climax di fallimento dei discepoli". Questo passaggio è un controbilanciamento ai poteri di Gesù, tanto vituperati da chi lo accusa, che ancora una volta ha predetto correttamente ciò che venne fatto da Pietro. Un punto che unisce Gesù e Pietro è che entrambi subiscono tre gradi di giudizio. Il vangelo di Matteo non idealizza i discepoli, ma al contrario li "presenta come completamente umani", come dei peccatori, esattamente come lo erano stati Noè, Mosè, Davide e Salomone. Dale Allison ha sottolineato che "Dio può usare le persone ordinarie per i propositi più straordinari e, quando questi cadono nel peccato, egli solo può perdonarle."